# 1950 في كندا
فيما يلي قوائم الأحداث التي وقعت خلال عام 1950 في كندا.

## سياسة

### تعيين في المنصب
- 1 يناير – كلارنس والاس Lieutenant Governor of British Columbia [الإنجليزية]‏.
- 13 أبريل – جون رودريك ماكدونالد bishop of Antigonish ‏.

### انتهاء فترة المنصب
- 1 يناير – تشارلز آرثر بانكس Lieutenant Governor of British Columbia [الإنجليزية]‏.
- 1 يناير – تشارلز إدوين تومسون عمدة فانكوفر ‏.
- 9 فبراير – جوزيف شاربونو archbishop of Montréal ‏.

## مواليد

### يناير
- 1 يناير – أندريا ليندسي مغنية ومؤلفة كندية.
- 1 يناير – بروس هود نفساني كندي.
- 1 يناير – بوبي كاي
- 1 يناير – توم كلارك صحفي كندي.
- 1 يناير – تيد موسى سياسي كندي.
- 1 يناير – جورج ديون
- 1 يناير – جون بوند
- 1 يناير – جون دويل فنان كندي.
- 1 يناير – جون فيليون صحفي كندي.
- 1 يناير – جوهان ماري تريمبلي ممثلة كندية.
- 1 يناير – جيرارد جرينان سياسي كندي.
- 1 يناير – جيم تيلي شاعر من الولايات المتحدة الأمريكية.
- 1 يناير – ديفيد هاميلتون سياسي أمريكي.
- 1 يناير – روب هوارد سياسي كندي.
- 1 يناير – روب يونغ
- 1 يناير – روبرت جاي بومان
- 1 يناير – رون أوليفر
- 1 يناير – ريان مركلي
- 1 يناير – سوزان ستيفنز مغنية كندية.
- 1 يناير – سوزان هوغن ممثلة كندية.
- 1 يناير – شارون تايلور ممثلة كندية.
- 1 يناير – غارفين كروس ممثل كندي.
- 1 يناير – غريغ ويبر لاعب كرة قدم كندي.
- 1 يناير – فيث إيرين هيكس رسّامة رسوم متحركة كندية.
- 1 يناير – قاي بيرثيوم أمين أرشيف كندي.
- 1 يناير – كاترين ريتشاردز فنانة كندية.
- 1 يناير – كريس تايلور
- 1 يناير – كين جونستون سياسي كندي.
- 1 يناير – ليبي هاغ فنانة كندية.
- 1 يناير – مولي شويكت
- 1 يناير – نيكول ستامب
- 1 يناير – هيرب كوكس سياسي كندي.
- 1 يناير – هيرشي فريدمان
- 1 يناير – واين أندرسون سياسي كندي.
- 1 يناير – ويليام موريسون
- 1 يناير – يان والاس كاتب للأطفال كندي.
- 2 يناير – قاي سميث لاعب هوكي جليد كندي.
- 5 يناير – جون مانلي سياسي كندي.
- 9 يناير – دنيس باترسون لاعب هوكي جليد كندي.
- 11 يناير – كونستانس هنت
- 12 يناير – إدغار سميث
- 15 يناير – جيم شو سبّاح كندي.
- 18 يناير – جيل فيلنوف
- 19 يناير – غاري بروملي لاعب هوكي جليد كندي.
- 21 يناير – رون أندرسون لاعب هوكي جليد كندي.
- 24 يناير – واين سميث لاعب كرة قدم كندي.
- 25 يناير – بوب ليزلي مدرب هوكي جليد كندي.
- 26 يناير – فرد باريت لاعب هوكي جليد كندي.
- 26 يناير – موراي رانكين سياسي كندي.

### فبراير
- 12 فبراير – مايكل آيرونسايد
- 18 فبراير – ميشيل غوثير سياسي كندي.
- 25 فبراير – بيج فليتشير ممثل كندي.
- 25 فبراير – كام نيوتن لاعب هوكي جليد كندي.
- 26 فبراير – روبرت بيرغن

### مارس
- 3 مارس – دوغ كيرسليك لاعب هوكي جليد كندي.
- 4 مارس – فرنسيس أفليك مهندس من الولايات المتحدة الأمريكية.
- 6 مارس – بروس سيمبسون قافز بالزانة كندي.
- 9 مارس – لورني ريتشاردسون لاعب كرة قدم كندي.
- 10 مارس – ستيف كارليل لاعب هوكي جليد كندي.
- 13 مارس – ستيفن ريد
- 14 مارس – ديف مكاي لاعب كرة قاعدة من الولايات المتحدة الأمريكية.
- 16 مارس – كيت نيلجان ممثلة كندية.
- 21 مارس – تشارلي فيشر
- 22 مارس – غايل يونغ ملحنة كندية.
- 22 مارس – مارغريت إليزابيث فاندرهايغه
- 24 مارس – وينديل بينيت لاعب هوكي جليد كندي.
- 26 مارس – مارتن شورت
- 30 مارس – ديفيد بيرغر سياسي كندي.
- 31 مارس – جوزيه إيفون شاعرة كندية.
- 31 مارس – مايك دافيسون سياسي كندي.

### أبريل
- 1 أبريل – قاي بريتون طبيب كندي.
- 1 أبريل – لاري أوكونور لاعب هوكي جليد كندي.
- 2 أبريل – يان غوردون عداء سرعة كندي.
- 6 أبريل – أل ويلسون لاعب كرة قدم كندي.
- 6 أبريل – كلير موريست
- 28 أبريل – برايان بريت كاتب كندي.
- 28 أبريل – جيم ويلي لاعب هوكي جليد كندي.
- 28 أبريل – ستيوارت جيلارد

### مايو
- 2 مايو – جيم هارجريفز لاعب هوكي جليد كندي.
- 2 مايو – روجر غرايمز سياسي كندي.
- 10 مايو – جيم بيرسون لاعب هوكي جليد كندي.
- 10 مايو – دالي ويلسون
- 12 مايو – بولين لابوينت ممثلة كندية.
- 12 مايو – لويز بورتال
- 15 مايو – قاي هاردي سياسي كندي.
- 16 مايو – جون ستيوارت لاعب هوكي جليد كندي.
- 20 مايو – وارن كان موسيقي كندي.
- 20 مايو – يفون لامبرت لاعب هوكي جليد كندي.
- 21 مايو – مايك كيلر لاعب هوكي جليد كندي.
- 23 مايو – جون سولومون سياسي كندي.
- 25 مايو – غاري ويليامسون لاعب هوكي جليد كندي.
- 27 مايو – برينت سانت دينيس سياسي كندي.
- 28 مايو – إيرول تومسون لاعب هوكي جليد كندي.

### يونيو
- 2 يونيو – برينت هاوكس سياسي كندي.
- 2 يونيو – جوانا جليسون ممثلة كندية.
- 7 يونيو – رون غرهام لاعب هوكي جليد كندي.
- 13 يونيو – برايان كارلن لاعب هوكي جليد كندي.
- 15 يونيو – باري كامبل سياسي كندي.
- 16 يونيو – ميشيل كلير سياسي كندي.
- 21 يونيو – آن كارسون شاعرة كندية.
- 21 يونيو – بروك تايلور سياسي كندي.
- 25 يونيو – باربرا غودي كاتبة كندية.
- 28 يونيو – شيلي تاناكا
- 28 يونيو – هوي كولبورن لاعب هوكي جليد كندي.
- 29 يونيو – روبرت إليزه
- 30 يونيو – جيم أرمسترونغ
- 30 يونيو – كاثلين كنلان
- 30 يونيو – مارك جولد سياسي كندي.

### يوليو
- 2 يوليو – ستيف كوتس لاعب هوكي جليد كندي.
- 4 يوليو – ديفيد جنسن
- 6 يوليو – واين فلمنج لاعب هوكي جليد كندي.
- 7 يوليو – ليون بنوا سياسي كندي.
- 11 يوليو – تيري هولبرووك لاعب هوكي جليد كندي.
- 12 يوليو – فيليب شيلبي كاتب أمريكي.
- 13 يوليو – دنيس غيانيني لاعب هوكي جليد كندي.
- 19 يوليو – جيل كاردينال مخرج أفلام كندي.
- 20 يوليو – تانتو كاردينال ممثلة كندية.
- 20 يوليو – تيري موراي لاعب هوكي جليد كندي.
- 23 يوليو – بلير ثورنتون موسيقي كندي.
- 23 يوليو – بليندا مونتغومري ممثلة كندية.
- 27 يوليو – بيل يونغ لاعب كرة قدم كندي.
- 31 يوليو – ريتشارد ماغنوس سياسي كندي.

### أغسطس
- 2 أغسطس – سو رودريغيز ناشطة كندية.
- 7 أغسطس – مارك إروين مصوّر سينمائي كندي.
- 9 أغسطس – آن كوفيل
- 9 أغسطس – كريس هاني
- 10 أغسطس – ريك ويلسون لاعب هوكي جليد كندي.
- 10 أغسطس – ريمي جيرارد ممثل كندي.
- 13 أغسطس – آل فورد
- 13 أغسطس – ستيف كاردويل لاعب هوكي جليد كندي.
- 15 أغسطس – برايان إيفانز سياسي كندي.
- 16 أغسطس – راندي روتا لاعب هوكي جليد كندي.
- 24 أغسطس – آن رينيه مغنية كندية.
- 25 أغسطس – جون فرينش لاعب هوكي جليد كندي.
- 28 أغسطس – دايان وارين كاتبة كندية.
- 28 أغسطس – غاري كونينغهام لاعب هوكي جليد كندي.
- 28 أغسطس – ميخائيل ماثيوز

### سبتمبر
- 4 سبتمبر – رينيه قواي
- 11 سبتمبر – غورد بروكس لاعب هوكي جليد كندي.
- 12 سبتمبر – مايك ميرفي لاعب هوكي جليد كندي.
- 16 سبتمبر – شيلا فرازير
- 19 سبتمبر – ستانلي شيلدون موسيقي أمريكي.
- 20 سبتمبر – بيل رايلي لاعب هوكي جليد كندي.
- 24 سبتمبر – دان مالوني لاعب هوكي جليد كندي.
- 27 سبتمبر – ديبي ميلر
- 27 سبتمبر – ليندا هيوز صحفية كندية.
- 27 سبتمبر – ميشيل آرشامبو لاعب هوكي جليد كندي.
- 28 سبتمبر – تراسي هويت ممثلة كندية.

### أكتوبر
- 4 أكتوبر – مونيك هارفي رسامة كندية.
- 7 أكتوبر – بيتر بار
- 13 أكتوبر – مايك ستيفنز لاعب هوكي جليد كندي.
- 14 أكتوبر – موراي وينغ لاعب هوكي جليد كندي.
- 17 أكتوبر – ديفيد آدامز ريتشاردز كاتب كندي.
- 18 أكتوبر – هيليارد غريفز لاعب هوكي جليد كندي.
- 19 أكتوبر – جون مكينيس سياسي كندي.
- 26 أكتوبر – داني غراهام
- 27 أكتوبر – غورد غالانت لاعب هوكي جليد كندي.
- 29 أكتوبر – إد ديك لاعب هوكي جليد من الولايات المتحدة الأمريكية.
- 29 أكتوبر – برونوين مانتيل ممثلة كندية.
- 31 أكتوبر – جون كاندي

### نوفمبر
- 5 نوفمبر – برايان ك. داوني سياسي كندي.
- 10 نوفمبر – بوب ستيوارت لاعب هوكي جليد كندي.
- 14 نوفمبر – ديف غيلمور لاعب هوكي جليد كندي.
- 14 نوفمبر – كولين بيترسون مغنية كندية.
- 17 نوفمبر – بولين هارفي
- 19 نوفمبر – بيتر لانغ سياسي كندي.
- 21 نوفمبر – ديفيد ر. هندرسون عالم اقتصاد أمريكي.
- 22 نوفمبر – باول كارسون
- 24 نوفمبر – هانك نواك لاعب هوكي جليد كندي.
- 25 نوفمبر – بوب كيلي لاعب هوكي جليد كندي.
- 29 نوفمبر – ماري لابيرج

### ديسمبر
- 12 ديسمبر – بيلي سميث لاعب هوكي جليد كندي.
- 12 ديسمبر – دان بوشارد لاعب هوكي جليد كندي.
- 12 ديسمبر – داني غاي سياسي كندي.
- 13 ديسمبر – بوب وارنر لاعب هوكي جليد كندي.
- 14 ديسمبر – فرانك ديماركو
- 17 ديسمبر – كريستين شابوت فنانة كندية.
- 18 ديسمبر – بوب براون لاعب هوكي جليد كندي.
- 18 ديسمبر – مارثا جونسون مغنية كندية.
- 20 ديسمبر – بيل كليمنت لاعب هوكي جليد كندي.
- 20 ديسمبر – كارولين بينيت سياسية كندية.
- 22 ديسمبر – غاري كونلي لاعب هوكي جليد كندي.
- 22 ديسمبر – نورمان غراتون لاعب هوكي جليد كندي.
- 23 ديسمبر – ليف بيترسن لاعب كرة قدم أمريكية كندي.
- 26 ديسمبر – جلان بيرسون سياسي كندي.
- 27 ديسمبر – ديريك فوكس سياسي كندي.

## وفيات

### يناير
- 1 يناير – لويس سميث (مواليد 1880) سياسي كندي.
- 6 يناير – آيسايا بومان (مواليد 1878)

### فبراير
- 6 فبراير – جورج ماكولاي كيركباتريك (مواليد 1866)
- 14 فبراير – لوسيان كانون (مواليد 1887) سياسي كندي.
- 16 فبراير – جاك والكر (مواليد 1888) لاعب هوكي جليد كندي.

### مارس
- 4 مارس – تشارلز والاس ستيوارت (مواليد 1885) سياسي كندي.
- 11 مارس – آرثر جيفري ديمبستر (مواليد 1886)
- 16 مارس – جون كلارنس ويبستر (مواليد 1862) مؤرخ كندي.
- 25 مارس – روبرت هنتر (مواليد 1904) مُجدّف كندي.
- 28 مارس – إيرني روس (مواليد 1880) لاعب كرة قاعدة من الولايات المتحدة الأمريكية.
- 28 مارس – جوليا آرثر (مواليد 1869) ممثلة كندية.

### أبريل
- 6 أبريل – آرثر كامبل بيرت (مواليد 1892) سياسي كندي.
- 7 أبريل – والتر هيوستن (مواليد 1884)
- 14 أبريل – فرانسيس فورد سيمور (مواليد 1908)
- 27 أبريل – جورج جونز (مواليد 1866) سياسي كندي.

### مايو
- 13 مايو – إيرل لوسون (مواليد 1891) سياسي كندي.
- 15 مايو – جون ميلر (مواليد 1866) مدرس من كندا.
- 19 مايو – جان ماري بلرين (مواليد 1878) سياسي كندي.

### يوليو
- 4 يوليو – تشاونسي بيدل (مواليد 1866) عالم نبات كندي.
- 4 يوليو – روبرت كينغ أندرسون (مواليد 1861) سياسي كندي.
- 10 يوليو – ويليام كارلوس إيفز (مواليد 1873) سياسي كندي.
- 22 يوليو – ويليام كينج (مواليد 1874) رئيس وزراء كندا.
- 30 يوليو – فرانك باركر داي (مواليد 1881) كاتب كندي.

### أغسطس
- 3 أغسطس – مارثا ماتيلدا هاربر (مواليد 1857) رائدة أعمال من الولايات المتحدة الأمريكية.
- 5 أغسطس – نورمان إي. كوك (مواليد 1888) سياسي كندي.
- 24 أغسطس – بيشر غيل (مواليد 1887) مُجدّف كندي.
- 25 أغسطس – هاركورت مورغان (مواليد 1867)

### سبتمبر
- 3 سبتمبر – روي براون (مواليد 1880) لاعب هوكي جليد كندي.
- 14 سبتمبر – آرثر سترينغر (مواليد 1874) روائي كندي.

### أكتوبر
- 28 أكتوبر – جوزيف رايت (مواليد 1864)
- 29 أكتوبر – لوسيان مارتن (مواليد 1908) موسيقي كندي.

### نوفمبر
- 11 نوفمبر – جون نوكس بلير (مواليد 1875) سياسي كندي.
- 15 نوفمبر – والتر فريدريك فيرير (مواليد 1865)
- 23 نوفمبر – جيريمياه جونز (مواليد 1858) جندي كندي.

### ديسمبر
- 12 ديسمبر – جيم دراموند (مواليد 1918) لاعب هوكي جليد كندي.
- 26 ديسمبر – فيكتور مارتن (مواليد 1903) سياسي كندي.